# Symmacantha sparsella
Symmacantha sparsella är en fjärilsart som beskrevs av Joannis 1891. Symmacantha sparsella ingår i släktet Symmacantha och familjen Symmocidae. Inga underarter finns listade i Catalogue of Life.